# 多奥姆多奥马
多奥姆多奥马（Doom Dooma），是印度阿萨姆邦Tinsukia县的一个城镇。总人口19822（2001年）。

## 人口
该地2001年总人口19822人，其中男性10898人，女性8924人；0—6岁人口2476人，其中男1271人，女1205人；识字率69.78%，其中男性为75.06%，女性为63.32%。